# Neologismo
Neologismo é um fenômeno linguístico que consiste na criação de uma palavra ou expressão nova, ou na atribuição de um novo sentido a uma palavra já existente. Pode ser fruto de um comportamento espontâneo, próprio do ser humano e da linguagem, ou artificial, para fins pejorativos ou não. Geralmente, os neologismos são criados a partir de processos que já existem na língua: justaposição, prefixação, aglutinação, verbalização e sufixação.
Esse processo de criação se dá, devido a capacidade de ampliação que o léxico de uma língua natural possui, assim como a Língua Portuguesa. Em vista disso, compreendemos que, como o mundo, uma língua natural está em constante transformação e, o neologismo, pode ser considerado um fenômeno enriquecedor atribuído ao léxico de uma língua e ao vocabulário dos falantes.
Pode também referir o termo "neologismo" a uma nova doutrina no campo da Teologia que procura esclarecer o significado e significante das expressões presentes nas traduções bíblicas.

## Etimologia
Morfologicamente, o termo Neologismo é composto por duas palavras: neo-, vindo do prefixo νεο- do grego antigo, "novo", e λόγος, que significa "palavra", adicionando-se o sufixo -ismo.

## Exemplos
Fundamentado em Alves (1994), Batista (2011, p.63) destaca que há cinco tipos de neologismo criado na Língua Portuguesa:
- neologismo fonológico - pode ser exemplificado pela mudança da palavra turma para tchurma;
- neologismo sintático - reflete na ação de sufixação tomando uma palavra já existente como base, a exemplo: infelizmente, nesse caso a palavra feliz foi usada como base, sofrendo acréscimo do prefixo in e do sufixo mente; '
- neologismo semântico - se refere ao significado atribuído. Esse tipo de neologismo pode ser exemplificado pela abreviação x9, uma expressão comumente utilizada para denominar aquele que é fofoqueiro;
- neologismo por empréstimo - no caso, seria a presença de estrangeirismo na língua, como o uso da palavra deletar, popularmente aceita pelos falantes brasileiros.

Portanto, "neologismo" é um fenômeno linguístico que consiste na criação de uma palavra ou expressão nova.

### Outros exemplos
- andalusino, relativo ou pertencente ao Al-Ândalus. Termo proposto por Adalberto Alves.
- iberofonia
- romandaluz, dialecto romandaluz, por dialecto moçárabe. Proposta do arabista, lexicógrafo e acadêmico espanhol Frederico Corriente.[3]
- transcriação. Termo cunhado no Brasil na área da teoria da tradução (a confirmar). No Brasil é utilizado por Haroldo de Campos; em Portugal, por Adalberto Alves e António Barahona.